# Холм (фильм, 1965)
«Холм» (англ. The Hill) — британская чёрно-белая военная драма режиссёра Сидни Люмета по пьесе Рэя Ригби и Р. С. Аллена. Премьера фильма состоялась в мае 1965 года в рамках Каннского кинофестиваля.
При съёмке фильма использовались широкоугольные объективы с фокусными расстояниями 24, 21 и 18 мм.

## Сюжет
Вторая мировая война. В британском исправительном лагере в ливийской пустыне бесчинствует старший сержант Уильямс, заставляющий заключённых снова и снова взбираться под палящими лучами солнца на искусственный холм, сооружённый в центре лагеря. Среди охранников лишь Харрис более человечен и способен к состраданию.
Однажды в лагере появляются пять новых заключённых. Каждому из них предстоит по-своему ощутить на себе всю власть и жестокость Уильямса.

## В ролях
- Шон Коннери — Джо Робертс
- Ян Хендри — старший сержант Уильямс
- Гарри Эндрюс — старшина полка Уилсон
- Иэн Баннен — штаб-сержант Харрис
- Альфред Линч —  Джордж Стивенс
- Осси Дэвис — Джеко Кинг
- Рой Киннир — Монти Бартлет
- Джек Уотсон — Джок МакГрэт
- Майкл Редгрейв — офицер медицинской службы
- Норман Бёрд — комендант
- Нил МакКарти — Бёртон
- Говард Гурни — Уолтерс
- Тони Контер — Мартин

## Съёмочная группа
- Режиссёр-постановщик: Сидни Люмет
- Сценарист: Рэй Ригби
- Продюсер: Кеннет Хаймэн
- Оператор-постановщик: Освальд Моррис
- Монтажёр: Тельма Коннелл
- Художник-постановщик: Герберт Смит
- Гримёр: Джордж Партлтон
- Звукорежиссёр: Питер Масгрейв
- Постановщик трюков: Джерри Крэмптон

## Награды
- 1965 — Каннский кинофестиваль:[3]
  - лучший сценарий — Рэй Ригби[4]
  - номинация на «Золотую пальмовую ветвь» — Сидни Люмет
- 1966 — Премия BAFTA:
  - лучшая операторская работа — Освальд Моррис[5]
  - номинация на лучшую мужскую роль — Гарри Эндрюс[6]
  - номинация на лучшую работу художника-постановщика — Герберт Смит[7]
  - номинация на лучший фильм — Сидни Люмет[8]
  - номинация на лучший сценарий для британского фильма — Рэй Ригби[9]
  - номинация на лучший британский фильм — Сидни Люмет[10]
- 1966 — Премия Национального совета кинокритиков США лучшему актёру второго плана — Гарри Эндрюс[11]
- 1966 — Премия Британской гильдии киносценаристов за лучший британский драматический сценарий — Рэй Ригби[12]

### Рецензии
- LA COLLINE DES HOMMES PERDUS (фр.)
- Review by Bosley Crowther (англ.)
- Empfehlung von David Gaertner (нем.)
- Uncompromising look at the inside of a British military prison in North Africa during WW II (англ.)
- The Hill — Classic Movie Review 2114 (англ.)
- The Hill (1965, UK) (англ.)
- Review by ANDREW WICKLIFFE (англ.)